# Saratlı
Saratlı est une belde (petite ville) du district de Gülağaç de la province d'Aksaray.

## Histoire
La commune porte le même nom depuis 1919. Saratlı, qui était un village, est devenue une ville le 1er juillet 1992 en prenant le statut de municipalité.

## Géographie
La ville est située à moins de tris kilomètres de l'autoroute Aksaray-Nevşehir.

## Patrimoine
- Ville souterraine de Saint Mercurius
- Ville souterraine de Kirkgöz (Saratlı Kırkgöz Yeraltı Şehri)

## Population
| Données démographiques de la ville par année | Données démographiques de la ville par année |
| -------------------------------------------- | -------------------------------------------- |
| 2020                                         | 2 026                                        |
| 2015                                         | 2 046                                        |
| 2014                                         | 2 133                                        |
| 2013                                         | 2 314                                        |
| 2012                                         | 1 893                                        |
| 2011                                         | 1 888                                        |
| 2010                                         | 1 930                                        |
| 2009                                         | 1 927                                        |
| 2008                                         | 1 984                                        |
| 2007                                         | 1 928                                        |
| 2000                                         | 2 742                                        |

## Administration
| Année d'élection | Maires                 |
| ---------------- | ---------------------- |
| 2019             | Zeki Turker (CHP)      |
| 2014             | Nedim Uğuz (CHP)       |
| 2009             | Nedim Uğuz (DSP)       |
| 2004             | Mouharrem Kaplan (CHP) |
| 1999             | Mouharrem Kaplan (DSP) |
| 1994             | Mehmet Dinleyici (DYP) |